# Tour CGI
La tour CB16 (anciennement tour EDF-GDF puis tour Logica et tour CGI) est un gratte-ciel de bureaux situé dans le quartier d'affaires français de la Défense (précisément à Courbevoie). Cette tour de première génération est entourée des tours Aurore, Europe, CBX et D2. Elle fut désamiantée et restructurée complètement en 2002-2003, puis intégralement rénovée en 2018-2019. L’ensemble immobilier, classé Immeuble de Grande Hauteur (IGH), développe une surface locative de bureau totale de 27,712 m2. Il est élevé de 26 étages sur RDC et 6 niveaux de sous-sol ainsi que d’une terrasse technique au R+28. L’ensemble CB16 est certifié « HQE – Bâtiments tertiaires en exploitation » et offre une gamme de services à la pointe du marché.
De décembre 2019 a octobre 2022, ses locaux sont occupés par CGI ainsi que par Esset (anciennement Foncia IPM).
Le nom de code de l'emplacement de la tour dans le plan-masse de la Défense est CB16.

## Iconographie

Tour CB16